# Österrike i olympiska vinterspelen 1948
Österrike deltog i olympiska vinterspelen 1948. Österrikes trupp bestod av 54 idrottare varav 42 var män och 12 var kvinna. Den yngsta av Österrikes deltagare var Fredl Huber (17 år, 290 dagar) och den äldsta var Fritz Demmer (36 år, 289 dagar). 

## Medaljer

### Guld
- Alpin skidåkning
  - Kombinerad damer: Trude Jochum-Beiser

### Silver
- Alpin skidåkning
  - Störtlopp damer: Trude Jochum-Beiser
  - Störtlopp herrar: Franz Gabl
- Konståkning
  - Singel damer: Eva Pawlik

### Brons
- Alpin skidåkning
  - Störtlopp damer: Resi Hammerer
  - Kombinerad damer: Erika Mahringer
  - Slalom damer: Erika Mahringer
- Konståkning
  - Singel herrar: Edi Rada

## Trupp
- Alpin skidåkning
  - Trude Jochum-Beiser
  - Erika Mahringer
  - Franz Gabl
  - Resi Hammerer
  - Engelbert Haider
  - Anton Hinterholzer
  - Eberhard Kneissl
  - Edi Mall
  - Hans Nogler
  - Sophie Nogler
  - Christian Pravda
  - Egon Schöpf
  - Anneliese Schuh-Proxauf
  - Annelore Zückert

- Backhoppning
  - Helmut Hadwiger
  - Gregor Höll
  - Anton Wieser
  - Hubert Hammerschmied (Deltog även i backhoppning och längdskidåkning)

- Ishockey
  - Franz Csöngei
  - Fritz Demmer
  - Egon Engel
  - Walter Feistritzer
  - Gustav Gross
  - Fredl Huber
  - Julius Juhn
  - Oskar Nowak
  - Hansjörg Reichel
  - Hans Schneider
  - Willibald Stanek
  - Herbert Ulrich
  - Fritz Walter
  - Helfried Winger
  - Rudolf Wurmbrandt

- Längdskidåkning
  - Josef Deutschmann
  - Engelbert Hundertpfund
  - Matthias Noichl
  - Karl Rafreider
  - Josl Gstrein (Deltog även i nordisk kombination)
  - Paul Haslwanter (Deltog även i nordisk kombination)
  - Karl Martitsch (Deltog även i nordisk kombination)
  - Hubert Hammerschmied (Deltog även i backhoppning och nordisk kombination)

- Konståkning
  - Eva Pawlik
  - Edi Rada
  - Hildegard Appeltauer
  - Susi Giebisch
  - Hellmut May
  - Martha Musilek-Bachem
  - Emil Ratzenhofer
  - Herta Ratzenhofer
  - Helmut Seibt
  - Inge Solar

- Nordisk kombination
  - Josl Gstrein (Deltog även i nordisk kombination)
  - Paul Haslwanter (Deltog även i längdskidåkning)
  - Karl Martitsch (Deltog även i längdskidåkning)
  - Hubert Hammerschmied (Deltog även i backhoppning och längdskidåkning)

- Hastighetsåkning på skridskor
  - Ferdinand Preindl
  - Gustav Slanec
  - Max Stiepl

- Skeleton
  - Hugo Kuranda